# Comuna Secaș, Timiș
Secaș (germană Sekasch, maghiară Temesszékás) este o comună în județul Timiș, Banat, România, formată din satele Checheș, Crivobara, Secaș (reședința) și Vizma.

## Demografie
Componența etnică a comunei Secaș
     Români (87,19%)
     Alte etnii (0,62%)
     Necunoscută (12,19%)
Componența confesională a comunei Secaș
     Ortodocși (74,38%)
     Penticostali (1,88%)
     Alte religii (2,81%)
     Necunoscută (20,94%)
Conform recensământului efectuat în 2021, populația comunei Secaș se ridică la 320 de locuitori, în creștere față de recensământul anterior din 2011, când fuseseră înregistrați 299 de locuitori. Majoritatea locuitorilor sunt români (87,19%), iar pentru 12,19% nu se cunoaște apartenența etnică. Din punct de vedere confesional, majoritatea locuitorilor sunt ortodocși (74,38%), cu o minoritate de penticostali (1,88%), iar pentru 20,94% nu se cunoaște apartenența confesională.

## Politică și administrație
Comuna Secaș este administrată de un primar și un consiliu local compus din 9 consilieri. Primarul, Simion Pop[*], de la Partidul Național Liberal, este în funcție din 2016. Începând cu alegerile locale din 2024, consiliul local are următoarea componență pe partide politice:
|  | Partid                          | Consilieri | Componența Consiliului | Componența Consiliului | Componența Consiliului | Componența Consiliului | Componența Consiliului | Componența Consiliului | Componența Consiliului |
|  | ------------------------------- | ---------- | ---------------------- | ---------------------- | ---------------------- | ---------------------- | ---------------------- | ---------------------- | ---------------------- |
|  | Partidul Național Liberal       | 7          |                        |                        |                        |                        |                        |                        |                        |
|  | Partidul Social Democrat        | 1          |                        |                        |                        |                        |                        |                        |                        |
|  | Alianța pentru Unirea Românilor | 1          |                        |                        |                        |                        |                        |                        |                        |

## Vezi și
- Biserica de lemn din Crivobara